# Jean Giraud
Jean Henri Gaston Giraud (ur. 8 maja 1938 w Nogent-sur-Marne, zm. 10 marca 2012 w Paryżu) – francuski scenarzysta i artysta fantastyczny oraz rysownik komiksowy, znany też pod pseudonimami Mœbius i Gir.
Był znany z częstego zmieniania swojego stylu rysunkowego. W początkach kariery tworzył realistyczne opowieści, by później przejść do bardziej fantazyjnej kreski.
Był autorem i współautorem wielu serii komiksowych (m.in. Blueberry, Incal, Feralny major, Świat Edeny, Silver Surfer, Arzach). Współpracował z artystami (m.in. Alejandro Jodorowsky, Stan Lee i William Vance).
Był twórcą koncepcji graficznych filmów, m.in.: Obcy – ósmy pasażer Nostromo, Willow, Tron, Piąty element i Otchłań.
Zdobywca m.in. Nagrody Eisnera i Nagrody Harveya.